# فطنة

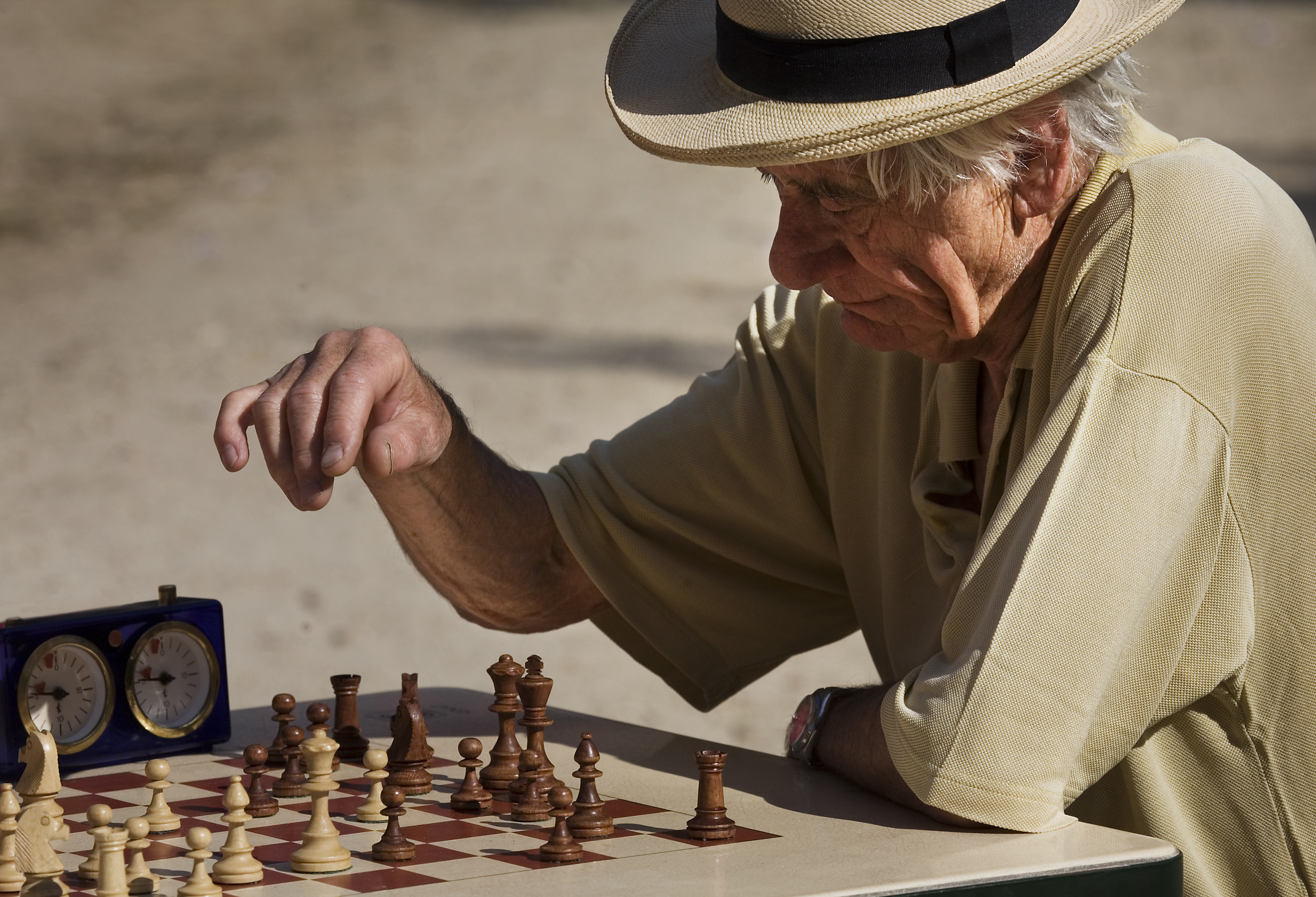

الفطنة عبارة عن مصطلح يستخدم في دراسات عقل الإنسان، وهو يشير إلى قدرة العقل على الوصول إلى نتائج صحيحة حول ما هو حقيقي أو واقع، وكيفية حل المشكلات. وبشكل تاريخي، يأتي هذا المصطلح من المصطلح الفلسفي اليوناني nous، الذي تمت ترجمته إلى اللاتينية باستخدام المصطلح intellectus (المشتق من الفعل intelligere) وإلى اللغة الفرنسية (ثم إلى اللغة الإنجليزية) باستخدام المصطلح intelligence
يمكن تقسيم مناقشة الفكر إلى مجالين واسعين. استمر استخدام مصطلحي «الفطنة» و«الذكاء» في كلا هذين المجالين باعتبارها كلمات ذات صلة.
- في الفلسفة -خاصةً في الفلسفة الكلاسيكية وفلسفة العصور الوسطى- تُعد الفطنة أو الفكر موضوعًا مهمًا مرتبطًا بسؤال كيف يمكن للبشر معرفة الأشياء؟ خلال العصور القديمة المتأخرة والعصور الوسطى، اقتُرحت الفطنة غالبًا بصفتها مفهومًا يمكنه التوفيق بين المفاهيم الفلسفية والعلمية للطبيعة مع المفاهيم الدينية التوحيدية بجعلها رابطًا بين كل روح بشرية والعقل الإلهي. خلال العصور الوسطى اللاتينية، استُخدم مصطلح «الفطنة» من أجل الإشارة إلى الكائنات غير الصحيحة التي تحكم الأجرام السماوية.[2]
- في علم النفس الحديث وعلم الأعصاب، تستخدم الفطنة والفكر باعتبارهما مصطلحان يصفان القدرة العقلية التي تتيح للناس الفهم. يُميَّز في بعض الأحيان بينهما؛ إذ ترتبط الفطنة مع «الحقائق» على عكس الذكاء المتعلق بـ«المشاعر». تشير الفطنة إلى الإدراك والعمليات العقلية العقلانية المكتسبة عبر المدخلات الخارجية لا الداخلية. يُشار إلى الشخص الذي يستخدم الذكاء (الفكر والعقل) والتفكير النقدي أو التحليلي في أي من القدرات المهنية أو الشخصية على أنه شخص فطِن.[3]

الشخص الذي يستخدم الذكاء (التفكير والمنطق) والتفكير النقدي أو التحليلي بالصفة الاحترافية أو الصفة الشخصية غالبًا ما يشار إليها باستخدام المصطلح مفكر.

## الفطنة مقابل الذكاء
غالبًا ما تعتبر الفطنة فرعًا من الذكاء يعكس بشكل أساسي جانبه المنطقي والعقلاني.
بسبب الافتقار إلى المشاركة العاطفية والحساسة، تقتصر الفطنة أحيانًا على الحقائق فقط، ولا تتجاوز مجرد المعرفة الأولية. ومع ذلك، يمكن للفطنة تحمل درجة عالية من التعقيد، أي تجنب أنماط المنطق الخطية والرسمية عبر الإشارة إلى العمليات العقلية مثل المنطق الغامض والمنطق الجدلي.

## تنمية الفطنة[6]
تلعب التجربة دورًا مهمًا في تكوين الفطنة. عبر حل مشاكل الحياة، يمكن للناس الوصول إلى التنوير الفكري وتحسين أنماط سلوكهم للعمل بشكل أكثر منطقية وملاءمة في المستقبل. لذلك، يشجع التطور الفكري شعور عدم الرضا الذي اكتسبه الشخص نتيجةً لموقف معين والبحث المستجد عن حلول أفضل. يمكن للتجربة فقط أن توفر للناس فهمًا حقيقيًا مدروسًا للواقع، ما يسهم في التنمية الفكرية.
يعتمد التفاهم على إنشاء نموذج للواقع عبر إدراك الإنسان والتفكير المعرفي. تثري عملية إيجاد حلول لمشاكل الحياة «قاعدة بيانات» الإنسان العقلية في تحليل الواقع. عند اكتساب فهم أدق للعالم المحيط، يصبح النموذج الذي ينعكس في العقل البشري مشابهًا جدًا أو متطابقًا مع الواقع، وعندها يستخدم العقل قدرته الكاملة.
يشار إلى العقل الذي يصل إلى مرحلة النضج باسم العقل ذو الإدارة الذاتية. في هذه الحالة، يمكن للفطنة أن تواجه كل مشكلة تواجهها لا تغيير تغيير نفسها بالطريقة الأكفأ فحسب، بل تغير الواقع أيضًا بالطريقة الأكثر استحسانًا. بشكل عام، يعتمد النجاح والفشل في المقام الأول على مدى القدرات الفكرية.

## هيكل الفطنة
وفقًا لجاي.بّي غلويفورد، تتكون الفطنة من ثلاثة معايير رئيسة: العمليات والمحتويات والمنتجات. يحتوي كل معيار على عناصر محددة ومستقلة، لذا يجب قياسها بشكل فردي، وتعتبر وحدات مستقلة عن العقل البشري.
تتمثل العمليات من خلال الإدراك والذاكرة والإنتاج المتباين والمتقارب والتقييم. يمكن أن يكون المحتوى رمزيًا ودلاليًا وسلوكيًا. تنقسم المنتجات إلى وحدات وفئات وعلاقات وأنظمة وتحولات وتداعيات.

## الفطنة علاجيًا
تُعد الفطنة أسلوبًا علاجيًا يقوم على تجنب الاختراق العاطفي من خلال التركيز الفكري المكثف. عند ممارسة هذه التقنية، فإن المشكلة التي يمكن أن تسبب اضطرابًا نفسيًا تؤخذ من خلال الموقف العقلاني والعلمي. وتُعد إحدى آليات الدفاع التي وصفها فرويد التي تكبح المشاعر من أجل منع نفسية الإنسان من القلق والتوتر.
يتضمن مبدأ تشكيل الفطنة مفهوم فرويد عن الهوية والأنا والأنا العليا. الأنا: هي جزء واعٍ من شخصية الإنسان، ويشير «آي دي» إلى الجانب اللاشعوري «المظلم» من الطبيعة البشرية مدفوعًا بالغرائز الحيوانية، والأنا العليا: هي آلية تحكم تضبط تصرفات الأشخاص وسلوكهم مع المعايير والتوقعات الاجتماعية. الغرض من التفكير هو عزل الهوية وجعل جوانب الحياة الواعية هي الهدف الوحيد للتفكير والنظر. لذلك، تهدف آلية الدفاع هذه إلى حماية الأنا من العمليات اللاواعية، التي غالبًا ما يكون من المستحيل التعامل معها والسيطرة عليها.
تتمثل إحدى الطرق من أجل إطلاق الفطنة في استخدام المصطلحات العلمية المعقدة بدلًا من الكلمات المستخدمة بانتظام. يعد قول «كارسينوما» بدلًا من «سرطان» مثالًا شائعًا على ذلك في حال أراد الطبيب تخفيف تأثير الإعلان عن المرض عن طريق تحريك انتباه المريض بعيدًا عن المرض والاقتراب منه بشكل أكثر منهجية من أجل تجنب الاضطراب العاطفي.
مع ذلك، تُنتقد الفطنة في بعض الأحيان بسبب تجاهلها للمشاعر. يؤدي هذا فيما بعد إلى الحرمان التام من الحدس، ما يسهم في بعض الأحيان في عملية صنع القرار. علاوة على ذلك، فإن عدم وجود محفزات عاطفية يمكن أن يحرم الناس من الدافع، فيؤدي إلى عدم الرضا والكآبة. علاوة على ذلك، يهدد «الإمساك العاطفي» قدرات الإبداع البشري عن طريق استبدالها بمزيد من الحلول الواقعية.